# Bahía Dislocación
Bahía Dislocación está situada en la costa sur de la isla Desolación en el sector de las islas del NO del archipiélago de la Tierra del Fuego en la región austral de Chile. 
Administrativamente pertenece a la comuna de Punta Arenas, provincia de Magallanes de la Región de Magallanes y la Antártica Chilena.
Desde hace aproximadamente 6000 años sus costas fueron habitadas por el pueblo kawésqar. A comienzos del siglo XXI este pueblo había sido prácticamente extinguido por la acción del hombre blanco.

## Ubicación
Sector de las islas del Noroeste
Se encuentra en el sector de las islas del NO del archipiélago de Tierra del Fuego sobre la costa sur de la isla Desolación y desde el punto de vista orográfico en el sector de la zona cordillerana o insular. Sus coordenadas son 52°54′S 74°37′O. Existe plano inglés de la bahía en el portafolio de cartas publicadas por el SHOA de la Armada de Chile. 
11 nmi al SE de cabo Deseado y 6 nmi del cabo Mataura se abre la bahía Dislocación. Lugar recomendado solo para naves que se encuentren en peligro. Es fácil reconocerla por los picos de las dos más altas cumbres del sector, los picos Low y Shoulder. Su entrada es difícil de distinguir por las rocas que hay en ella y donde la mar rompe con violencia. Hay abundante leña y agua en un arroyo que desagua en la bahía. El surgidero es seguro aunque entra marejada. El fondo es regular variando entre 25 y 45 metros, el tenedero es de arena blanca y fina.

## Historia
Cuarta Etapa - trabajos del Beagle
Canales fueguinos - Historia
Sus costas fueron recorridas por los kawésqar desde hace más de 6000 años hasta mediados del siglo XX. A comienzos del siglo XXI este pueblo había sido prácticamente extinguido por la acción del hombre blanco.
A fines del siglo XVIII, a partir del año 1788 comenzaron a llegar a la zona los balleneros, los loberos y cazadores de focas ingleses y estadounidenses y finalmente los chilotes.
Las siguientes expediciones efectuaron trabajos hidrográficos en el sector de bahía Dislocación:
- 1774 - James Cook en diciembre, recorrió y levantó sectores de la costa oceánica del archipiélago de  Tierra del Fuego desde el cabo Deseado hasta el cabo de Hornos. HMS Resolution . Segundo viaje. Expedición inglesa.
- 1829 - Robert Fitz Roy en el primer viaje del HMS Beagle. Expedición inglesa.[5]

El 7 de diciembre de 1829 el comandante Fitz Roy con el HMS Beagle fondeó en la bahía para efectuar trabajos hidrográficos y le puso bahía Dislocación porque el teniente Murray, oficial de navegación, resbaló en la cubierta del castillo dislocándose un hombro.

## Características geográficas
Reina casi permanentemente el mal tiempo, lluvia copiosa, cielo nublado. Clima marítimo con temperatura pareja durante todo el año. El viento predominante es del oeste.
Hay bayas silvestres y un tipo de alga marina. Abundan los gansos y patos silvestres. En su costa se obtienen choros, lapas y erizos. Llegan a la caleta lobos de mar, nutrias, delfines y ballenas.